# Vesicularia inflectens
Vesicularia inflectens là một loài Rêu trong họ Hypnaceae. Loài này được (Brid.) Müll. Hal. miêu tả khoa học đầu tiên năm 1896.